# Богданов, Станислав Валерьевич
Станисла́в Вале́рьевич Богда́нов (10 января 1987, Тюменский район) — российский лыжник, выступал в составе российской национальной сборной в начале 2010-х годов. Чемпион России в спринте классическим стилем, серебряный призёр всероссийского первенства в командном спринте свободным стилем, призёр многих гонок международного и всероссийского значения, мастер спорта России по лыжным гонкам. На соревнованиях представляет Тюменскую область и физкультурно-спортивное общество «Динамо».

## Биография
Станислав Богданов родился 10 января 1987 года в Тюменском районе. Активно заниматься лыжными гонками начал с раннего детства, проходил подготовку под руководством тренеров Валерия Степановича Захарова и Артура Власовича Беледина. Состоял в тюменской Школе высшего спортивного мастерства и в Центре спортивной подготовки Тюменской области, член всероссийского физкультурно-спортивного общества «Динамо».
Впервые заявил о себе в сезоне 2007 года, когда выиграл серебряную медаль на чемпионате России среди юниоров в Ханты-Мансийске в индивидуальной марафонской гонке на 50 км, уступив 54 секунды представителю Удмуртии Ильшату Нигматуллину.
На взрослом всероссийском уровне первого серьёзного успеха добился в 2011 году — стал чемпионом России в спринтерской гонке классическим стилем, в том числе обогнал в финале Михаила Девятьярова, финишировавшего вторым. Год спустя вновь вошёл в основной состав сборной команды Тюменской области и выступил на домашнем чемпионате России в Тюмени, где вместе с напарником Глебом Ретивых завоевал серебряную медаль в программе командного спринта 6 × 1,4 км свободным стилем — в итоге их опередили только Леонид Виноградов и Максим Вылегжанин из Удмуртии, получившие золото. По итогам сезона Богданов вошёл в основной состав сборной России, принимал участие в этапах Кубка мира. Удостоен звания мастера спорта России по лыжным гонкам.
Несмотря на достаточно успешное начало профессиональной карьеры, в дальнейшем Станислав Богданов никак не проявил себя на крупнейших международных соревнованиях и больше ни разу не попадал в число призёров в зачёте чемпионатов России по лыжным гонкам.